# Lu Ban
Lu Ban (cinese semplificato: 鲁班; cinese tradizionale: 魯班; pinyin: Lǔ Bān; Wade-Giles: Lu Pan) (507 a.C. – 440 a.C.) è stato un ingegnere, filosofo, inventore, architetto, statista e stratega cinese.
Contemporaneo del filosofo Mozi, è una figura di grande importanza nella storia tradizionale cinese (nella quale assume anche alcuni tratti leggendari). È patrono e protettore dei costruttori e degli artigiani cinesi.

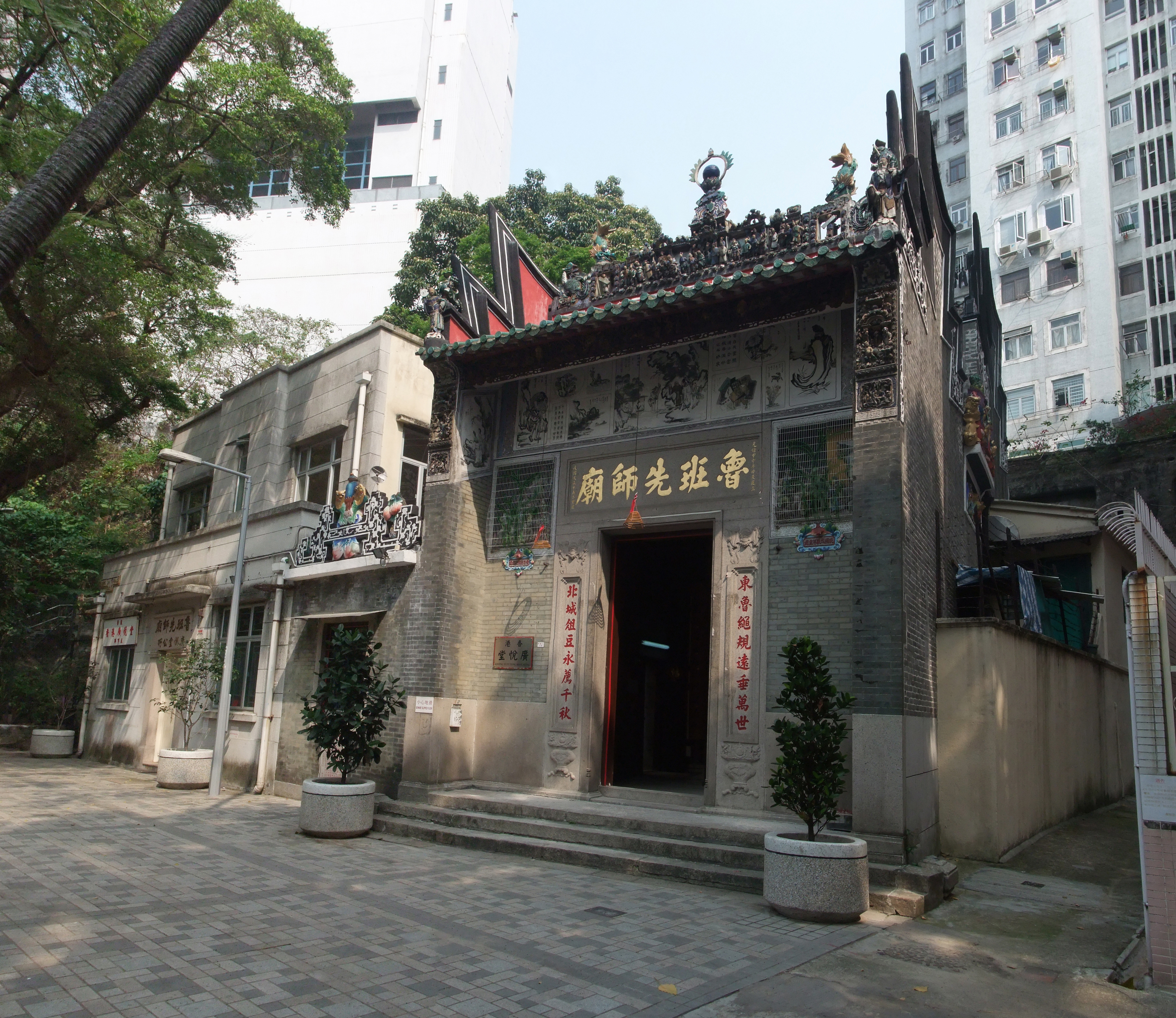
Un'immagine del tempio dedicato a Lu Ban a Hong Kong.

## Biografia
Lu Ban nacque a Dunhuang, in quella che è l'attuale provincia cinese del Gansu, durante il Periodo delle primavere e degli autunni. Fu un ingegnere di talento e un abile architetto e carpentiere. Gli sono attribuite dalla tradizione diverse invenzioni e imprese straordinarie; esse, legate più o meno direttamente alla sua professione, hanno contribuito alla sua canonizzazione come antenato e protettore di tutti i costruttori e carpentieri, oltre che come "Dio Protettore" dell'industria.
La notorietà di Lu Ban è collegata principalmente alla presunta costruzione da parte sua di un grande aquilone, o primitivo aliante, il quale stando alla tradizione sarebbe stato in grado di volare continuativamente per tre giorni, anche trasportando un essere umano.
La leggenda vuole che Lu Ban abbia costruito il suo aliante di legno e bambù mentre dirigeva la costruzione di una pagoda a Liangzhou, presso Wuwei. Prese l'abitudine di tornare a casa regolarmente per mezzo della sua macchina volante, iniziando a fare la spola tra la sua città natale e Liangzhou all'insaputa di tutti. Un giorno la famiglia di Lu Ban venne a conoscenza del fatto che la moglie di lui era incinta, e da questo vennero a sapere che tornava spesso a casa grazie a un "uccello di legno".
Nonostante la possibilità che Lu Ban abbia effettivamente volato risulti molto improbabile, non è considerato impossibile il risultato di tenere in volo un aeromobile di legno e bambù, anche per tempi prolungati, sia stato effettivamente ottenuto grazie a un vento stabile e forte con l'aquilone, o aliante, ancorato a terra per mezzo di un cavo.
Intorno al 450 a.C. si trasferì nello stato di Chu, dove si mise al servizio delle autorità costruendo macchine belliche di vario tipo, tra le quali si ricordano un tipo di rampino da arrembaggio, un attrezzo per lo speronamento adatto all'impiego navale e una scala basculante da assedio dotata di un contrappeso.
Un'altra delle realizzazioni leggendarie di Lu Ban fu una statua di legno con una mano tesa; puntando la mano su una regione all'orizzonte, la siccità avrebbe colpito quella zona; rompendo la mano, sulla stessa regione sarebbero cadute pesanti piogge.